# كريستيان إير
كريستيان إير (Kristian Ayre) (إسمه الكامل كريستيان جون إير (Kristian John Ayre)) هو ممثل كندي ولد في 19 نوفمبر 1977 في بولتون، لانكشاير, إنجلترا.

## أدواره في التلفزيون الأمريكي
- Space Cases - رادو

## أدواره في الأنمي

### مسلسلات أنمي تلفزيونية
- شاكوغان نو شانا - يوجي ساكاي
- إيريمينتار جيريد - كو
- هيكارو نو غو - شينيتشيرو إيسومي

### أفلام أنمي
- إينوياشا: جزيرة هوراي القرمزية - ريورا

## وصلات خارجية
- كريستيان إير على موقع IMDb (الإنجليزية)
- كريستيان إير على موقع قاعدة بيانات الفيلم (الإنجليزية)